# Miroslav Baranek
Miroslav Baranek (* 10. November 1973) in Havířov ist ein ehemaliger tschechischer Fußballspieler.

## Karriere

### Verein
Der Mittelfeldspieler begann mit dem Fußballspielen bei TJ Horní Suchá und Baník Havířov. Nach einigen Jahren in der Gambrinus Liga, zuletzt bei Sigma Olomouc, wurde er 1997 von Sparta Prag verpflichtet.
2000 wechselte Baranek zum gerade wieder aufgestiegenen 1. FC Köln. Unter den Trainern Ewald Lienen – und nach dessen Entlassung Christoph John, machte er zwar 37 Spiele, jedoch gelang es ihm nicht, sich in die Stammelf zu spielen. Sein Vorhaben sich für die großen Europäischen Vereine zu empfehlen, war somit gescheitert. 2002 kehrte er in seine Heimat zu Sparta Prag zurück, mit denen er insgesamt viermal tschechischer Meister wurde.
Im Frühjahr 2005 wechselte Baranek zum FK Mladá Boleslav. Von 2005 bis 2008 war er für den FK Jablonec aktiv. Im Juli 2008 wechselte der Mittelfeldspieler zum österreichischen Zweitligisten FC Admira Wacker Mödling.
Nach einem Jahr in der Südstadt wechselte Baranek zum ASK Kottingbrunn in Niederösterreich. Im Sommer 2011 verließ er Kottingbrunn und wechselte zum SC Laa/Thaya. Dort spielte sie jedoch nur drei Monate und schloss sich im Oktober 2011 dem SK Prostějov an. Nachdem er hier im Januar 2012 wiederum aussortiert wurde, wechselte er in die Pražský přebor, der fünften tschechischen Liga zum SK Třeboradice.

### Nationalmannschaft
Zwischen 1995 und 2002 lief er in 17 Spielen für die Tschechische Fußballnationalmannschaft auf und erzielte dabei fünf Tore.

## Erfolge
- Tschechischer Meister 1998, 1999, 2003, 2005 jeweils mit Sparta Prag